# Dalmau
Dalmau är en ort i Indien.   Den ligger i distriktet Rāe Bareli och delstaten Uttar Pradesh, i den centrala delen av landet, 500 km sydost om huvudstaden New Delhi. Dalmau ligger 108 meter över havet och antalet invånare är 11 432.
Terrängen runt Dalmau är mycket platt. Runt Dalmau är det tätbefolkat, med 591 invånare per kvadratkilometer. Det finns inga andra samhällen i närheten. Trakten runt Dalmau består till största delen av jordbruksmark.